# Marija Šerifović
Marija Šerifović (Servisch: Марија Шерифовић) (Kragujevac, 14 november 1984) is een Servische zangeres. Šerifović won voor Servië het Eurovisiesongfestival 2007.

## Jeugd
Marija Šerifović werd in 1984 geboren in Kragujevac, Joegoslavië. Ze is de dochter van de Servische zangeres Verika Šerifović en een Bosnische man genaamd Rajko die uit het zuiden van Servië kwam. Na vier miskramen verliet Šerifović's vader haar moeder kort voor de bevalling van hun dochter voor een andere vrouw. Šerifović heeft twee halfbroers: Dušan Šerifović (geb. c.1971-2013), uit haar vaders eerdere huwelijk en Danijel Pavlović (geb. 1985).

## Carrière
Ze volgde het gymnasium en de muziekschool in Kragujevac. Daarna nam Šerifović deel aan verschillende muziekfestival in het hele land.  In 2003 kwam haar debuutalbum Naj, Najbolja uit.

### Eurovisiesongfestival
In 2005 deed Šerifović voor het eerst een gooi voor het Eurovisiesongfestival. Ze nam deel aan Beovizija, de Servische halve finale voor de preselectie van Servië en Montenegro.  Haar liedje Ponuda werd daar achttiende.
Twee jaar later, in 2007, nam ze weer deel aan Beovizija. Nu ging de winnaar daarvan rechtstreeks door naar het Eurovisiesongfestival. Ze won de preselectie met het nummer Molitva en mocht zo Servië vertegenwoordigen op het Eurovisiesongfestival 2007 in Helsinki, Finland.
Marija Šerifović trad als vijftiende aan tijdens de halve finale op 10 mei 2007. Haar act werd door veel mensen bekritiseerd en als "lesbisch" beschreven, vooral in Servië zelf. Marija kwam op in shirt, zwarte broek, bril, gympen en handen in de zakken. Daarentegen waren de achtergrondzangeressen veel netter gekleed. Uiteindelijk won ze de halve finale ruim met 298 punten en mocht zo door naar de finale van 12 mei 2007. Daar trad ze op als zeventiende, na Duitsland en voor Oekraïne. Nadat de puntentelling was afgelopen had ze gewonnen met 268 punten. Naderhand werd ze in Servië als held ontvangen, zij was immers de eerste Serviër die het Eurovisiesongfestival won. Daarnaast mocht ze ook de Artist Award in ontvangst nemen.

### Na het Eurovisiesongfestival
In 2008 maakte Marija Šerifović deel uit van de jury van de Ierse selectie. Tijdens het Eurovisiesongfestival 2008 in Belgrado was ze de openingsact van de finale en overhandigde ze de prijs aan de winnaar Dima Bilan. Hetzelfde jaar bracht ze ook haar album Bez Ljubavi uit.
Ze maakte ook deel uit van de internationale jury van Melodifestivalen 2009.

## Persoonlijk leven
Marija Šerifović beschrijft haar vader als een gewelddadige alcoholverslaafde, die haar moeder vaak mishandelde. Zelf was Šerifović ook verslaafd aan alcohol en kampte ook aan een gokverslaving.
Marija Šerifović heeft een goede band met Alexander Rybak die voor Noorwegen het Eurovisiesongfestival 2009 won. Ze beschrijft hem als kalm, aardig en een goede vriend. Rybak speelt ook viool in een van de liedjes van het album Hrabo, die in 2014 verscheen.
Šerifović kwam in 2013 uit de kast als biseksueel tijdens een documentaire over haar leven genaamd Confessions.

## Albums
- 2003 - Naj, Najbolja
- 2006 - Bez Ljubavi
- 2008 - Nisam Andjeo
- 2009 - Andjeo
- 2014 - Hrabro

- Gemeinsame Normdatei: 135498457
- International Standard Name Identifier: 0000 0000 7881 6000
- Library of Congress Control Number: nb2010000239
- MusicBrainz: e65269b6-f260-4756-b760-6f0ce938e7de
- Virtual International Authority File: 24149366115985601369

2007: Marija Šerifović · 
2008: Jelena Tomašević feat. Bora Dugić · 
2009: Marko Kon & Milaan · 
2010: Milan Stanković · 
2011: Nina Radojčić · 
2012: Željko Joksimović · 
2013: Moje 3 · 
2015: Bojana Stamenov · 
2016: Sanja Vučić · 
2017: Tijana Bogićević · 
2018: Sanja Ilić & Balkanika · 
2019: Nevena Božović · 
2021: Hurricane · 
2022: Konstrakta · 
2023: Luke Black · 
2024: Teya Dora · 
2025: Princ
1956: Lys Assia · 
1957: Corry Brokken · 
1958: André Claveau · 
1959: Teddy Scholten · 
1960: Jacqueline Boyer · 
1961: Jean-Claude Pascal · 
1962: Isabelle Aubret · 
1963: Grethe & Jørgen Ingmann · 
1964: Gigliola Cinquetti · 
1965: France Gall · 
1966: Udo Jürgens · 
1967: Sandie Shaw · 
1968: Massiel · 
1969: Frida Boccara, Lenny Kuhr, Salomé, Lulu · 
1970: Dana · 
1971: Séverine · 
1972: Vicky Leandros · 
1973: Anne-Marie David · 
1974: ABBA · 
1975: Teach-In · 
1976: Brotherhood of Man · 
1977: Marie Myriam · 
1978: Izhar Cohen & The Alphabeta · 
1979: Gali Atari & Milk & Honey · 
1980: Johnny Logan · 
1981: Bucks Fizz · 
1982: Nicole · 
1983: Corinne Hermès · 
1984: Herreys · 
1985: Bobbysocks · 
1986: Sandra Kim · 
1987: Johnny Logan · 
1988: Céline Dion · 
1989: Riva · 
1990: Toto Cutugno · 
1991: Carola Häggkvist · 
1992: Linda Martin · 
1993: Niamh Kavanagh · 
1994: Paul Harrington & Charlie McGettigan · 
1995: Secret Garden · 
1996: Eimear Quinn · 
1997: Katrina & the Waves · 
1998: Dana International · 
1999: Charlotte Nilsson · 
2000: Olsen Brothers · 
2001: Tanel Padar, Dave Benton & 2XL · 
2002: Marie N · 
2003: Sertab Erener · 
2004: Ruslana · 
2005: Elena Paparizou · 
2006: Lordi · 
2007: Marija Šerifović · 
2008: Dima Bilan · 
2009: Alexander Rybak · 
2010: Lena Meyer-Landrut · 
2011: Ell & Nikki · 
2012: Loreen · 
2013: Emmelie de Forest · 
2014: Conchita Wurst · 
2015: Måns Zelmerlöw · 
2016: Jamala · 
2017: Salvador Sobral · 
2018: Netta Barzilai ·
2019: Duncan Laurence ·
2021: Måneskin ·
2022: Kalush Orchestra ·
2023: Loreen ·
2024: Nemo